# Allie Sherlock

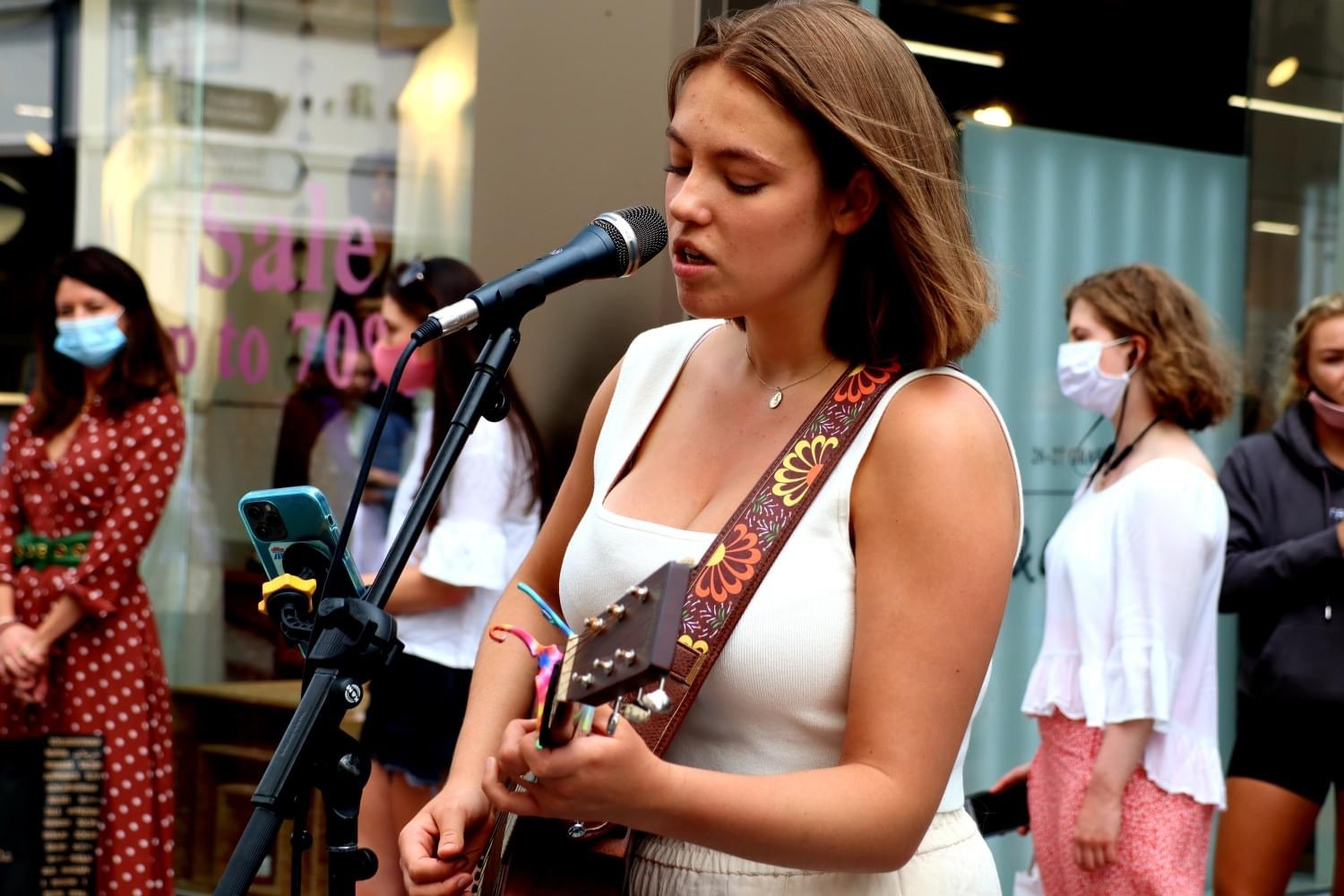
Allie Sherlock tritt 2021 in der Grafton Street auf

Allie Sherlock (geboren am 7. April 2005) ist eine irische Sängerin, Gitarristin, Liedermacherin und Straßenmusikerin. Ein Video von ihr, in dem sie das Lied Supermarket Flowers von Ed Sheeran vortrug, wurde im Juni 2017 auf YouTube zu einem Erfolg. Sie erhielt daraufhin im Jahr 2018 eine Einladung zur US-amerikanischen The Ellen DeGeneres Show. Sie tritt häufig auf der Grafton Street in Dublin, Irland, auf.

## Leben
Sherlock stammt aus Douglas in Cork, Irland. Weil sie an ihrer Grundschule Mobbingangriffen ausgesetzt war, verließ sie die Schule im Jahr 2017 und wechselte in einen häuslichen Schulunterricht über. „Es war nicht körperlich, es war eher die Art und Weise, wie sie mich behandelten. Es wurde auf eine hinterhältigere, schlauere Art und Weise gemacht. Ich kam wirklich gestresst nach Hause  und ich schwitzte buchstäblich vom Stress“, erklärte sie.
Ihre Mutter starb, als Sherlock 9 Jahre alt war. Sie sagte: „Es war herzzerreißend, aber ich hatte meinen Vater hier, um mir dabei zu helfen. Ich kann jetzt Songs darüber schreiben und die Leute können sich damit identifizieren, wenn sie das gleiche Szenario durchmachen.“
Seit ihrem 11. Lebensjahr tritt sie nahezu wöchentlich als Straßenmusikerin auf der Grafton Street auf, begleitet von ihrem Vater und Musikmanager Mark Sherlock, der ihre Auftritte filmt und die Videos auf ihren YouTube-Kanal hochlädt. Ihr Vater ist auch da, um sie vor Belästigungen zu schützen, denen Straßenmusikerinnen häufig ausgesetzt sind.

## Karriere
Sherlocks YouTube-Kanal wurde im Jahr 2014 gegründet. Im Oktober 2021 hatte er bereits 4,9 Millionen (Stand April 2023: 5,73 Millionen) Abonnenten weltweit und war mehr als 1 Milliarde Male aufgerufen worden. Des Weiteren begründete sie einen Kanal auf der Plattform Patreon und hatte (im April 2023) 2,3 Millionen Instagram-Follower sowie 3,5 Millionen Facebook-Abonnenten.
2017 nahm sie an dem Wettbewerb Britain’s Got Talent (Staffel 12) teil und erreichte dort die zweite Runde. Im August 2017 hatte sie beim Schönheitswettbewerb „Miss Universe Irland“ einen Auftritt.
Anfang 2018 trat sie mit dem Lied Million Years Ago von Adele in The Ellen DeGeneres Show sowie mit dem Lied Perfect von Ed Sheeran in The Ray D’Arcy Show im Fernsehkanal RTÉ One auf. Im weiteren Verlauf des Jahres 2018 unterzeichnete Sherlock einen Fünf-Jahres-Vertrag mit dem Musiklabel „Patriot Records“, das dem Leadsänger der Band OneRepublic, Ryan Tedder, gehört.
Bühnenauftritte bei Konzerten in Irland absolvierte Sherlock im Cork Opera House (Dezember 2016), im Cyprus Avenue in Cork (Dezember 2018), und im Olympia Theatre Dublin im April 2019. Sie trat auch Anfang 2020 in der Elbphilharmonie in Hamburg in Deutschland auf. Während der Europatournee von OneRepublic im März 2020 unterstützte Sherlock sie bei Konzerten in Paris (Frankreich), Köln (Deutschland), Utrecht (Niederlande), und im Palladium in London (Großbritannien).
Im Februar 2020 veröffentlichte sie eine erste EP mit einem Cover des Liedes At Last von Etta James. Im Juni 2020 trat sie mit dem RTÉ-Konzertorchester als Teil der letzten Folge des Home School Hub im RTÉ auf. Ebenfalls im Jahr 2020 beteiligte sich Sherlock an einem Kollektivprojekt weiblicher Künstlerinnen mit dem Namen „Irish Women in Harmony“, mit dem eine Version von Dreams zugunsten einer Hilfsorganisation für die Opfer häuslicher Gewalt aufgeführt wurde.
Im Dezember 2021 trat Sherlock auf Virgin Media Television mit dem Fanning at Whelan’s Show auf.
Am 12. Mai 2022 trat sie in der AO-Arena in Manchester, Großbritannien, bei der National Lottery's Big Jubilee Street Party zum 75-jährigen Thronjubiläum der englischen Queen auf und sang vor 10.000 Zuschauern in der Arena und vor Millionen Fernsehzuschauern das Lied „In My life“ von den Beatles.
Im Jahr 2022 arbeitete sie unter anderem mit dem Kodaline-Gitarristen Steve Garrigan in London zusammen, um Songs für ihr erstes Musikalbum nur mit Originalen aufzunehmen und zu schreiben.
An ihrem 18. Geburtstag am 7. April 2023 veröffentlichte Allie Sherlock ein weiteres Album mit dem Titel „Allie“, das 11 Cover-Songs umfasst.
Am 4. Oktober 2024 veröffentlichte Sherlock ihren Originalsong "How Love Works" auf allen Streamingplattformen. Sie sang ihn auch als Gast etlicher Radiostationen in Irland und als Interviewgast der Talkshow Late Late Show des irischen Senders RTE ONE am 22. November 2024. Weitere Veröffentlichungen bereits fertiggestellter Originalsongs sind für 2025 vorgesehen.
Allie Sherlock tritt weiterhin als Buskerin auf Grafton Street auf, aber sie hat einen neuen Abschnitt ihrer Karriere mit der Veröffentlichung von eigener Musik und mit Bühnenauftritten begonnen. Den Anfang setzte sie mit einer kleinen Konzerttour vom 12. bis 19. November 2024 in Dublin, Liverpool und London sowie einer Headline Show im westirischen Castlebar am 30. Dezember 2024.  Für Mai 2025 plant Sherlock die Teilnahme am Musikfestival "The Great Escape" in Brighton (Großbritannien).

## Komponieren und Schreiben eigener Lieder
Neben dem Covern von Liedern auf YouTube komponiert und schreibt Sherlock auch eigene Lieder. Zu ihren bekanntesten eigenen Liedern gehören Hero, Locked Inside, Without You (im Juli 2021 veröffentlicht), und Leave Me With a Decent Goodbye (September 2021). Das Thema von Hero ist Selbstvertrauen, und in Locked Inside beschäftigt sie sich mit ihren Erfahrungen in der Lockdown-Phase während der Corona-Pandemie. Mit dem Lied The Night Before verarbeitete sie ihr Trauma des Todes ihrer Mutter. Ihr bekanntestes Lied ist "How love works", das in Irland im Radio und TV viral ging.

## Veröffentlichte Tonträger
Alben
- Can’t let go (8 Musikstücke, veröffentlicht im Juli 2017)
- Allie Sherlock (10 Musikstücke, veröffentlicht im November 2017)[40]
- A Part of Me (12 Musikstücke, veröffentlicht im Juni 2020)[41]
- Allie (11 Musikstücke, veröffentlicht im April 2023)

EP
- Allie Sherlock (4 Lieder, veröffentlicht im Februar 2020)[42]
- Live at Elbphilharmonie (5 Lieder, September 2020)[43]

Singles
- Gabriel, How Can This Be? (veröffentlicht im Dezember 2018)[44]
- Nothing’s Gonna Stop Us Now (veröffentlicht im November 2020)[45]
- I Will Survive (veröffentlicht im Februar 2021)[46]
- Back to Black (veröffentlicht im April 2021)[47]
- Beggin (veröffentlicht im Juli 2021)[48]
- Man in the Mirror (veröffentlicht im Juli 2021)[49]
- How Love works (Original, veröffentlicht am 4. Oktober 2024)[50]